# 추남 (고구려)
추남(楸南, ? ~ ?)는 고구려의 역술인이다. 
영양왕 때 국경 지방의 강물이 거꾸로 흘러서 왕이 점을 치게 하자, 왕비가 음양의 도를 역행하기 때문이라고 하였다. 화가 난 왕비는 그를 시험하기 위해 상자 속에 쥐 한 마리를 넣고 그 속에 무엇이 있느냐고 물었다. 추남이 쥐가 여덟마리가 있다고 하자 왕비가 맞추지 못하였다고 하여 그를 죽였다. 그 후 쥐의 배를 갈라보니 일곱 마리의 새끼가 들어 있었다. 그는 사형되기 전에 자기가 죽으면 후에 장군으로 태어나 반드시 고구려를 멸망시키겠다고 했는데, 그 화신이 바로 신라의 명장 김유신이라고 한다.